# ریکولا
ریکولا (انگلیسی: Ricola) شرکت صنایع غذایی سوئیسی است، که در سال ۱۹۳۰ تأسیس شد.